# مورغان لاك
مورغان لاك (بالإنجليزية: Morgan Lake) هي منافسة ألعاب القوى بريطانية، ولدت في 12 مايو 1997 في ريدنغ في المملكة المتحدة.

## وصلات خارجية
- الموقع الرسمي
- مورغان لاك على موقع الاتحاد الدولي لألعاب القوى (الإنجليزية)
- مورغان لاك على موقع الاتحاد الأوروبي لألعاب القوى (الإنجليزية)
- مورغان لاك على موقع الاتحاد البريطاني لألعاب القوى (الإنجليزية)
- مورغان لاك على موقع ThePowerOf10.info (الإنجليزية)
- مورغان لاك على موقع الدوري الماسي (الإنجليزية)
- مورغان لاك على موقع اللجنة الأولمبية الدولية (الإنجليزية)
- مورغان لاك على موقع أوليمبيديا (الإنجليزية)
- مورغان لاك على موقع اللجنة الأولمبية البريطانية (الإنجليزية)